# پژوهشکده دانشنامه‌نگاری
پژوهشکده دانشنامه‌نگاری موسسه‌ای علمی پژوهشی و وابسته به وزارت علوم، تحقیقات و فناوری ایران است که در سال ۱۳۷۱ خورشیدی توسط احمد بیرشک بنیانگذاری شد. این مؤسسه وظیفهٔ تألیف و ترجمه دانشنامه‌ها و فرهنگ‌های جامع به زبان فارسی را بر عهده دارد. این بنیاد ابتدا با نام «بنیاد دانشنامه بزرگ فارسی» شروع به کار کرد و سپس در سال ۱۳۸۷ به «بنیاد دانشنامه نگاری ایران» تغییر نام داد. در سال ۱۳۹۷ در «پژوهشگاه علوم انسانی و مطالعات فرهنگی» ادغام شد و به «پژوهشکده دانشنامه‌نگاری» تغییر نام داد. ریاست این بنیاد هم‌اکنون بر عهدهٔ مهدی بنایی جهرمی است و دفتر اصلی آن در سعادت‌آباد تهران قرار دارد.کتابخانهٔ بنیاد دانشنامه‌نگاری با نام کتابخانهٔ دکتر غلامحسین مصاحب، امر تهیه، سازمان‌دهی، نگهداری منابع و ارائهٔ خدمات اطلاع‌رسانی به اعضای هیئت علمی و پژوهشگران بنیاد را به عهده دارد.

## اعضای هیئت علمی
- آزیتا افراشی
- اصغر اسمعیلی
- محسن بهلولی فسخودی
- مسعود رضایی
- محمدعلی سلمانی ندوشن
- گل‌اندام شریفی
- مریم علی‌نژاد
- وحید قهرمان
- مریم کامیار
- محمدمهدی مجاهدی
- حسن مجیدیان
- ریما مرشد
- محمد مولائی قلیچی
- آندیا نعمتی[۸]

## گروه‌های پژوهشی
- گروه علوم انسانی
- گروه مطالعات میان‌رشته‌ای
- گروه علوم تجربی
- گروه علوم طبیعی[۹]